# WWE Originals
WWE Originals è un album di canzoni eseguite da alcuni wrestler della WWE. È inoltre il primo album ad essere uscito per l'etichetta WWE Records, società nata dalla joint venture tra la WWE e la Columbia/Sony.

## Tracce
1. Stone Cold Steve Austin - Where's the Beer?
2. Dudley Boyz - We've Had Enough
3. Trish Stratus - I Just Want You
4. Rey Mysterio - Crossing Borders
5. Stone Cold Steve Austin - Did You Feel It?
6. Booker T - Can You Dig It?
7. Kurt Angle - I Don't Suck (Really)
8. Lita - When I Get You Alone
9. Stone Cold Steve Austin - You Changed the Lyrics
10. Lilián García - You Just Don't Know Me at All
11. Eddie & Chavo Guerrero - We Lie, We Cheat, We Steal
12. Chris Jericho - Don't You Wish You Were Me?
13. Stone Cold Steve Austin - Drink Your Beer
14. Rikishi - Put a Little Ass on It
15. Stacy Keibler - Why Can't We Just Dance?
16. John Cena - Basic Thuganomics
17. Stone Cold Steve Austin - Don't That Taste Good?